# 佐原高明
佐原 高明（さはら たかあき）は、室町時代の武将。会津加納庄の領主。通称は十郎。
正平16年/康安元年（1361年）、所領の内、鷲田村の空性房在家と針生村笠張在家を実相寺に寄進している。
「新編 会津風土記」64巻によれば、佐原高重なる人物の子で、三浦盛時から数えて8代の末裔だという。